# Jean-Claude-Michel Mordant de Launay
Jean-Claude-Michel Mordant de Launay (né le 27 mars 1750 à Paris et mort le 13 mars 1816 au Havre) fut un naturaliste français.

## Parcours
Il fit ses études de droit, devint avocat puis s'occupa de sciences.
Le citoyen Mordant-Delaunay était sous-bibliothécaire du Muséum national d'histoire naturelle, lorsque la bibliothèque du Muséum ouvrit au public le 7 septembre 1794. 
Il dirigea la Ménagerie du Jardin des plantes à Paris de 1798 à 1801
Il fut aussi bibliothécaire du Muséum d'histoire naturelle du Havre.

## Publications
Il publia plusieurs ouvrages :
- Le Bon Jardinier, almanach qu'il édita chaque année à partir de 1804,
- L'Herbier général de l'amateur (1811-1812),
- une édition de l'École du jardinier de La Bretonnerie (1808) en 2 volumes.
- Connaissance du jardin, 212 p. (sans date ni auteur mais référence à son Almanach dans son introduction).